# Random.org
Random.org (stylisé : RANDOM.ORG ) est un site Web qui produit des nombres aléatoires basés sur le bruit atmosphérique.
La fonction la plus utilisée sur le site est la génération de nombres aléatoires dans une plage spécifiée, il dispose d'outils gratuits pour simuler des événements tels que lancer des pièces de monnaie, mélanger des cartes et lancer des dés. Il propose également des services payants pour générer des séquences plus longues de nombres aléatoires et agir en tant qu'arbitre tiers pour les tombolas et les tirages au sort. Random.org se distingue des générateurs de nombres pseudo-aléatoires, qui utilisent des formules mathématiques pour produire des nombres d'apparence aléatoire, du fait de l'utilisation d'une source externe et variable qui est le bruit atmosphérique pour déterminer le nombre aléatoire,.
Le site Web a été créé en 1998 par Mads Haahr,, professeur d'informatique au Trinity College de Dublin, en Irlande.

## Fonctionnement
Les nombres aléatoires sont générés à partir du bruit atmosphérique capturé par plusieurs radios réglées sur différentes fréquences,. Random.org utilise des bits, c'est a dire un chiffre binaire qui peut être soit 0, soit 1. Les radios utilisées par Random.org sont situées à Copenhague, Dublin et Ballsbridge, chacune générant 12 000 bits par seconde à partir du bruit atmosphérique capté. Ces radios produisent une chaîne continue de bits aléatoires qui sont convertis dans la forme demandée (entier, distribution gaussienne, etc.)